# John de Lisle, 2. Baron Lisle (1318–1355)

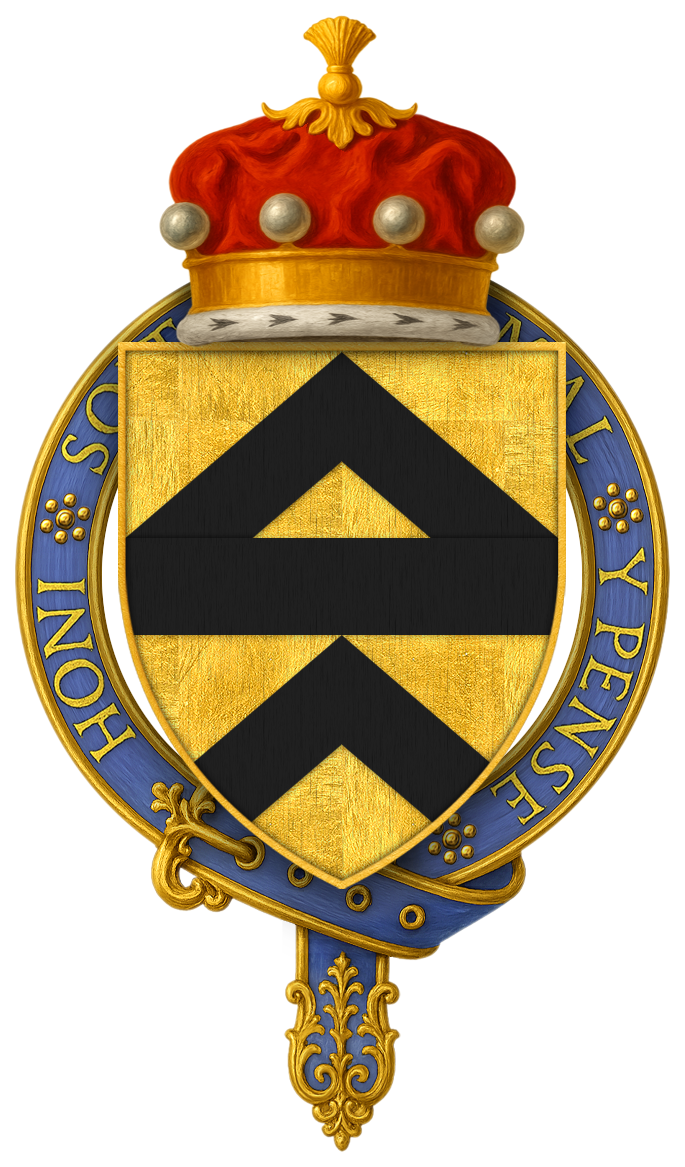
Wappen von John de Lisle, 2. Baron Lisle

John de Lisle, 2. Baron Lisle KG (lat. Iohanni de Insula de Rubeo Monte, * um 1318; † 14. Oktober 1355) war ein englischer Adliger und Militär.

## Leben
Er war der Sohn von Robert de Lisle, 1. Baron Lisle († 1343) aus dessen Ehe mit Margaret de Beauchamp, Tochter des Sir Walter de Beauchamp († 1303) aus Alcester in Warwickshire.
Bei seiner Heirat 1332 schenkte ihm sein Vater das Anwesen von Campton in Bedfordshire. 1336 stattete ihn sein Vater mit weiteren Ländereien einschließlich Harewood Castle in Yorkshire aus, die es ihm zu ermöglichten, sich mit sechs Men-at-arms dem Heer König Eduards III. anzuschließen. Im selben Jahr schlug ihn der König zum Knight Bachelor. Als Militär diente er 1338 im Grenzgebiet zu Schottland und bei der Belagerung von Dunbar, war aber in der Folgezeit in Frankreich eingesetzt. Im Oktober 1339 war er mit dem König in Buironfosse, Philipp VI. von Frankreich wich aber einer Schlacht aus. 1341 befand er sich in Aquitanien und 1342 in der Bretagne, wo er gefangen genommen wurde, später jedoch gegen einen französischen Adligen ausgetauscht wurde und bei der Belagerung von Nantes eine Streitmacht befehligte. Er kehrte nach England zurück, wo er beim Tod seines Vaters 1343 dessen Adelstitel als Baron Lisle und dessen Ländereien einschließlich des Stammsitzes Rougemont Castle in Exeter, Devonshire, geerbt hatte. Er schloss sich aber bereits im Frühjahr 1345 wieder einer Expedition unter Henry of Grosmont, 1. Earl of Derby in die Gascogne an. Er beteiligte sich mit Walter de Mauny an der Verteidigung der Festung in Aiguillon und war zeitweise Kommandeur der Festung in St. Sauveur. Im Mai 1346 wurde ihm für die Dauer der Kriege in Frankreich eine Rente von 40 Pfund gewährt, die aus den Einnahmen des Klosters von St Neots gezahlt werden sollte. Er nahm an der Seite des Königs an dem Feldzug, der mit einer Landung bei Saint-Vaast-la-Hougue am 12. Juli 1346 begann und im Sieg in der Schlacht von Crecy am 26. August 1346 gipfelte. Mit seinem Gefolge von sechs Rittern, elf Knappen und dreiundzwanzig Bogenschützen kämpfte er in der Schlacht von Crecy unter William de Bohun, 1. Earl of Northampton auf dem linken Flügel. Nach der Schlacht schlug ihn der König zum Knight Banneret und gewährte ihm eine Rente von 200 Pfund. Er begleitete den König auch zur Belagerung der Stadt Calais, die am 4. August 1347 kapitulierte.
Am 9. April 1347 war er mit dem König bei einem Turnier in Lichfield, bei dem er zusammen mit zehn weiteren Rittern als „Knights of the King's Chamber“ bezeichnet wurde, und nahm im selben Jahr an einem anderen Turnier im Eltham Palace teil. Bei Gründung des Hosenbandordens am 23. April 1348 wurde er als Knight Companion in diesen aufgenommen. Im Juni 1348 wurde sein Land beschlagnahmt, da er entgegen einer königlichen Anweisung ins Ausland gegangen war. Im Januar 1349 wurde er begnadigt. Im August 1350 war er bei den Streitkräften des Königs, die eine spanische Flotte besiegten. Im Oktober 1351 gründete er einen Kollegiatstift in Harewood und hatte die Ämter des Sheriffs von Cambridgeshire und Huntingdonshire inne. Zudem wurde er auf Lebenszeit zum Gouverneur von Cambridge Castle ernannt.
Als Baron Lisle wurde er erstmals am 25. November 1350 und zuletzt am 15. März 1354 durch Writ of Summons zu den Sitzungen des Parlaments einberufen.
Im Sommer 1355 segelte er zusammen mit dem Kronprinzen Edward of Woodstock in die Gascogne. Während er sich mit diesem auf einem Beutezug von Bordeaux nach Narbonne befand, wurde er am 14. Oktober 1355 Kampf getötet.
Aus seiner 1332 geschlossenen Ehe mit Maud de Grey, Tochter des Henry Grey, 3. Baron Grey de Wilton, hatte er zwei Töchter und drei Söhne, von denen ihn der Älteste, Sir Robert de Lisle (1336–1399), als 3. Baron Lisle beerbte.